# حاجی‌کرد
حاجی‌کرد یکی از روستاهای استان آذربایجان شرقی است که در دهستان سراجوی غربی بخش مرکزی شهرستان مراغه واقع شده‌است.این روستا در ۵ کیلو متری شهرستان مراغه است